# Volodymyr Tkačenko
Volodymyr Petrovyč Tkačenko (in ucraino Володимир Петрович Ткаченко?; in russo Владимир Петрович Ткаченко?, Vladimir Petrovič Tkačenko; Golovinka, 20 settembre 1957) è un ex cestista sovietico.

## Carriera
Con l'Unione Sovietica ha disputato due edizioni dei Giochi olimpici (Montréal 1976, Mosca 1980), tre dei Campionati mondiali (1978, 1982, 1986) e cinque dei Campionati europei (1977, 1979, 1981, 1985, 1987), vincendo complessivamente tre titoli europei consecutivi e un titolo mondiale.

## Palmarès
- Campionato sovietico: 3

CSKA Mosca: 1982-83, 1983-84, 1987-88
- FIBA World Cup All-Tournament Teams: 2

1978, 1982